# Município de Linton (condado de Coshocton, Ohio)
O município de Linton (em inglês: Linton Township) é um município localizado no condado de Coshocton no estado estadounidense de Ohio. No ano de 2010 tinha uma população de 646 habitantes e uma densidade populacional de 6,84 pessoas por km².

## Geografia
O município de Linton encontra-se localizado nas coordenadas 40° 11′ 05″ N, 81° 45′ 40″ O. Segundo a Departamento do Censo dos Estados Unidos, o município tem uma superfície total de 94.47 km², da qual 93,45 km² correspondem a terra firme e (1,08 %) 1,02 km² é água.

## Demografia
Segundo o censo de 2010, tinha 646 pessoas residindo no município de Linton. A densidade populacional era de 6,84 hab./km². Dos 646 habitantes, o município de Linton estava composto pelo 96,44 % brancos, o 0,46 % eram afroamericanos, o 0,46 % eram amerindios, o 0,31 % eram asiáticos e o 2,32 % eram de uma mistura de raças. Do total da população o 0,93 % eram hispanos ou latinos de qualquer raça.